# Detlev Glanert
Œuvres principales
- Der Spiegel des großen Kaisers (1995)
- Caligula (2006)
- Le journal de Nijinsky (2015)

Detlev Glanert est un compositeur allemand, né le 6 septembre 1960 à Hambourg.

## Biographie
Detlev Glanert vient à la musique de façon assez tardive. Il commence la trompette à l'âge de onze ans, assiste à son premier opéra, La Flûte enchantée, un an plus tard. C'est pour lui une révélation et il exprime son admiration pour cette forme de composition. C'est le compositeur et professeur Hans Werner Henze qui l'ouvre à d'autres œuvres du répertoire opératique à partir de 1988, notamment à la biennale de Munich.
Il ne commencera à étudier la composition qu'à partir de ses 20 ans, avec les professeurs Diether de la Motte, Günther Friedrichs et Frank Michael Beyer.
En 1992-93, il est un boursier de la villa Massimo de Rome.
C'est à partir de 1995 qu'il attire l'attention internationale du milieu de la musique classique, avec son opéra de chambre Der Spiegel des großen Kaisers, qui lui valut le prix Rolf-Liebermann.
Il fut élu académicien de la Freie Akademie der Künste Hamburg (Académie libre des Arts de Hambourg).

## Composition
Detlev Glanert reconnait des influences certaines en Gustav Mahler et Maurice Ravel, bien que l'influence directe de son mentor Hans Werner Henze ait une grande importance dans son art.
Une des particularités de Glanert est de prendre un sujet ancien, par exemple antique, et d'en adapter le contour musical à son époque. Il insiste également à ce que le public qui écoute ses pièces y trouvent quelque chose en laquelle ils puissent s'identifier.

## Œuvres

### Opéras
| Titre                                        | Instrumentation et durée                                                               | Livret et source                                                                                    | Première                                                                      |
| -------------------------------------------- | -------------------------------------------------------------------------------------- | --------------------------------------------------------------------------------------------------- | ----------------------------------------------------------------------------- |
| Leviathan                                    | opéra de chambre, 18 min 1re partie de la trilogie Drei Wasserspiele                   | Thornton Wilder                                                                                     | 13 mai 1986, Casino, Évian (concert); 2 octobre 1991, Opera stabile, Hambourg |
| Leyla und Medjnun                            | 90 min                                                                                 | Aras Ören (de) et Peter Schneider, d'après le poème épique Layla et Majnun de Nizami                | 29 mai 1988, Munich Biennale                                                  |
| Der Engel, der das Wasser bewegte            | opéra de chambre, 25 min 2e partie de la trilogie Drei Wasserspiele                    | Thornton Wilder                                                                                     | 16 mai 1995, Concordia, Theater Bremen                                        |
| Der Engel auf dem Schiff                     | opéra de chambre, 15 min 3e partie de la trilogieDrei Wasserspiele                     | Thornton Wilder                                                                                     | 16 mai 1995, Concordia, Theater Bremen                                        |
| Der Spiegel des großen Kaisers               | opéra en deux actes, 110 min                                                           | Detlev Glanert et Ulfert Becker, d'après le roman de Arnold Zweig.                                  | 23 novembre 1995, Nationaltheater Mannheim                                    |
| Joseph Süß                                   | opéra en 13 scènes, 105 min                                                            | Werner Fritsch (de) et Uta Ackermann.                                                               | 13 octobre 1999, Theater Bremen                                               |
| Scherz, Satire, Ironie und tiefere Bedeutung | opéra comique, 110 min                                                                 | Jörg W. Gronius (de), d'après une pièce de Christian Dietrich Grabbe                                | 2 février 2001, Opernhaus Halle                                               |
| Die drei Rätsel                              | opéra en 2 actes pour adultes et enfants, 85 min                                       | Carlo Pasquini (it)                                                                                 | octobre 2003, Opernhaus Halle                                                 |
| Ich bin Rita                                 | Intermezzo, 9 min                                                                      | Elke Heidenreich                                                                                    | 15 novembre 2003, Yakult-Halle, Opéra de Köln                                 |
| Theatrum Bestiarum                           |                                                                                        | | 2005                                                                          |
| Caligula                                     | opéra en 4 actes, 135 min                                                              | Hans-Ulrich Treichel, d'après Albert Camus.                                                         | 7 octobre 2006, Opéra de Francfort                                            |
| Nijinskys Tagebuch (Le journal de Nijinski)  | Pour deux chanteurs, deux acteurs, deux danseurs et ensemble instrumental, env. 95 min | Carolyn Sittig, d'après la traduction allemande d'Alfred Frank, tiré du journal de Waslaw Nijinsky. | 6 avril 2008, Theater Aachen (création française en 2015)                     |
| Das Holzschiff                               | opéra en une acte, env. 100 min                                                        | Christoph Klimke (de), d'après le roman de Hans Henny Jahnn.                                        | 9 octobre 2010, Staatstheater Nürnberg                                        |
| Solaris                                      | Opéra, 120 min                                                                         | Reinhard Palm (de), d'après le roman de Stanislas Lem                                               | 18 juillet 2012, Festival de Bregenz                                          |

### Requiem pour Jérôme Bosch
2016 : Requiem for Hieronymus Bosch, commande de l’Orchestre du Concertgebouw d’Amsterdam, à l'occasion des 500 ans de la mort du peintre néerlandais Jérôme Bosch. L'œuvre est écrite pour un récitant, 4 solistes vocaux, orgue, chœur et orchestre. Elle a été créée en octobre 2016 à Bois-le-Duc, ville natale du peintre, ainsi qu'à Amsterdam.